# Tütəpəştə
Tütəpəştə è un comune dell'Azerbaigian situato nel distretto di Lənkəran.